# Jadwiga Sawczyńska
Jadwiga Sawczyńska (ur. 1838, zm. 1906) – polska nauczycielka.

## Życiorys
Była córką Aleksandra Ekielskiego i Henryki z domu Burzyńskiej. W młodości przebywała dwukrotnie z rodzicami we Francji. Po powrocie na ziemie polskie uczyła się w klasztorze św. Jana, gdzie uzyskała uprawnienia nauczycielki. W 1858 poślubiła Zygmunta Sawczyńskiego, także nauczyciela.
Do końca życia wykładała historię sztuki, etykę, estetykę, psychologię zarówno na kursach prywatnych jak i publicznie na kursach wychowawczych we Lwowie. Była autorką pracy pt. Dzieje najnowsze.